# SN 2006G
SN 2006G – supernowa typu II/IIb odkryta 13 stycznia 2006 roku w galaktyce NGC 521. W momencie odkrycia miała maksymalną jasność 17,50m.